# Xanthorhoe rufivenata
Xanthorhoe rufivenata là một loài bướm đêm trong họ Geometridae.